# Вулиця Юності (Тернопіль)
Вулиця Юності — вулиця у житловому масиві «Дружба» міста Тернополя.

## Відомості
Розпочинається за будинками №3 та №4 вулиці Вулиця Миру (Тернопіль), пролягає у формі півкола до вулиці Гетьмана Пилипа Орлика, де і закінчується. Довжина вулиці — приблизно 550 м. Як і говориться в назві вулиці, на ній розташовані переважно навчальні заклади.

## Навчальні заклади
- Тернопільський дошкільний навчальний заклад №3 — Вулиця Юності, 9
- Тернопільський дошкільний навчальний заклад №13 — Вулиця Юності, 1
- Тернопільський дошкільний навчальний заклад №18 — Вулиця Юності, 5
- Тернопільська школа-колегіум Патріарха Йосифа Сліпого (раніше — загальноосвітня школа №12) — Юності, 3
- Тернопільська спеціалізована школа №7 з поглибленим вивченням іноземних мов — Юності, 11